# Marcello Passari
Marcello Passari (ur. 7 czerwca 1678 w Ariano Irpino, zm. 25 września 1741 w Rzymie) – włoski kardynał.

## Życiorys
Urodził się 7 czerwca 1678 roku w Ariano Irpino, jako syn Ascania Passeriego i Antonii Intonti. Studiował na La Sapienzy, gdzie uzyskał doktorat utroque iure. 10 czerwca 1702 roku przyjął święcenia diakonatu i prezbiteratu. Następnie został kanonikiem w Ariano. 5 marca 1731 roku został wybrany tytularnym arcybiskupem Nazianzus, a sześć dni później przyjął sakrę. W tym samym roku został asystentem Tronu Papieskiego i regentem Penitencjarii Apostolskiej. 28 września 1733 roku został kreowany kardynałem prezbiterem i otrzymał kościół tytularny Santa Maria in Ara Coeli. Wraz z Neri Marią Corsinim i Antonio Saverio Gentilim został oddelegowany do rozstrzygnięcia sporu pomiędzy Królestwem Portugalii a Stolicą Apostolską w sprawie portugalskich biskupów i zawarcia konkordatu. Misja zakończyła się sukcesem i porozumienie zostało wkrótce potem podpisane. Zmarł 25 września 1741 roku w Rzymie.